# Discographie de Craig David
Cette page présente la liste des albums et des singles du chanteur anglais Craig David ainsi que leur classement.

## Albums
| Année | Titre                     | Classement | Classement | Classement | Classement | Classement | Classement | Classement | Classement | Classement | Classement | Classement | Classement | Certification américaine | Certification britannique |   |
| Année | Titre                     | FR         | BEL/Fr     | BEL/Nl     | SUI        | R-U        | É-U        | É-U R&B    | AUS        | ITA        | AUT        | N-Z        | ESP        | Certification américaine | Certification britannique |   |
| ----- | ------------------------- | ---------- | ---------- | ---------- | ---------- | ---------- | ---------- | ---------- | ---------- | ---------- | ---------- | ---------- | ---------- | ------------------------ | ------------------------- | - |
| 2000  | Born to Do It             | 5          | 7          | 7          | 6          | 1          | 11         | 12         | 2          | 7          | 8          | 2          | —          | Platine                  | 6x Platine                |   |
| 2002  | Slicker Than Your Average | 6          | 8          | 15         | 6          | 4          | 32         | 17         | 5          | 11         | —          | 20         | —          | Or                       | 3x Platine                |   |
| 2005  | The Story Goes...         | 5          | 7          | 5          | 3          | 5          | —          | —          | 9          | 5          | 46         | 34         | 2          | —                        | 2x Platine                |   |
| 2007  | Trust Me                  | 18         | 39         | 49         | 9          | 18         | —          | 58         | 59         | 19         | —          | —          | 28         | —                        | Or                        |   |
| 2008  | Greatest Hits             | —          | 28         | 8          | —          | 48         | —          | —          | 175        | 45         | —          | —          | 24         | —                        | —                         |   |
| 2010  | Signed Sealed Delivered   | —          | 38         | 76         | 93         | 13         | —          | —          | 24         | 76         | —          | —          | 14         | —                        | —                         |   |
| 2016  | Following My Intuition    | 19         | -          | -          | 43         | 1          | -          | -          | 29         | 70         | -          | -          | -          | -                        | -                         |   |
| 2018  | The Time Is Now           | -          | 77         | -          | 75         | 2          | -          | -          | -          | -          | -          | 2          | 47         | -                        | -                         | - |
| 2022  | 22                        |            |            |            |            |            | 7          |            |            |            |            |            |            |                          |                           |   |

## Singles
| Année | Single                                                                 | Classement | Classement | Classement | Classement | Classement | Classement | Classement | Classement | Classement | Classement | Album                                    | Date de Sortie |
| Année | Single                                                                 | R-U        | É-U        | É-U R&B    | IRL        | AUS        | FRA        | ITA        | SUÈ        | P-B        | ALL        | Album                                    | Date de Sortie |
| ----- | ---------------------------------------------------------------------- | ---------- | ---------- | ---------- | ---------- | ---------- | ---------- | ---------- | ---------- | ---------- | ---------- | ---------------------------------------- | -------------- |
| 1998  | What You Gonna Do ? (feat. Artful Dodger)                              | 2          | -          | -          | -          | -          | -          | -          | -          | -          | -          | It's All About the Stragglers 20/11/2000 | -              |
| 1999  | Rewind (feat. Artful Dodger)                                           | 2          | -          | -          | -          | -          | -          | -          | -          | 4          | -          | It's All About the Stragglers 20/11/2000 | -              |
| 2000  | Woman Trouble (feat. Artful Dodger & Robbie Craig)                     | 6          | -          | -          | -          | -          | -          | -          | -          | 63         | -          | It's All About the Stragglers 20/11/2000 | -              |
| 2000  | Fill Me In                                                             | 1          | 15         | 19         | 7          | 6          | 34         | 29         | 28         | 5          | 37         | Born To Do It 20/08/2000                 | 10/04/2000     |
| 2000  | 7 Days                                                                 | 1          | 10         | 52         | 3          | 4          | 19         | 7          | 21         | 6          | 22         | Born To Do It 20/08/2000                 | 24/07/2000     |
| 2001  | Walking Away                                                           | 3          | 44         | 5          | 9          | 5          | 22         | 15         | 13         | 7          | 46         | Born To Do It 20/08/2000                 | 18/11/2000     |
| 2001  | Rendezvous                                                             | 8          | -          | -          | 29         | 28         | 61         | 49         | -          | 56         | 86         | Born To Do It 20/08/2000                 | 19/03/2001     |
| 2002  | What's Your Flava                                                      | 8          | 104        | -          | 22         | 10         | 20         | 12         | 31         | 24         | 35         | Slicker Than Your Average 09/11/2002     | 28/10/2002     |
| 2003  | Hidden Agenda                                                          | 10         | 119        | -          | -          | 24         | 70         | 20         | 49         | 28         | 65         | Slicker Than Your Average 09/11/2002     | 20/01/2003     |
| 2003  | Rise & Fall (feat. Sting)                                              | 2          | -          | -          | 5          | 6          | 15         | 8          | 35         | 9          | 15         | Slicker Than Your Average 09/11/2002     | 28/04/2003     |
| 2003  | Spanish (feat. Duke One)                                               | 8          | -          | -          | -          | -          | -          | -          | -          | 83         | -          | Slicker Than Your Average 09/11/2002     | 28/07/2003     |
| 2003  | World Filled With Love                                                 | 15         | -          | -          | -          | 32         | 83         | -          | -          | -          | 94         | Slicker Than Your Average 09/11/2002     | 13/10/2003     |
| 2004  | You Don't Miss Your Water (Till' The Well Runs Dry)                    | 43         | -          | -          | -          | 180        | -          | -          | -          | -          | -          | Slicker Than Your Average 09/11/2002     | 29/12/2003     |
| 2005  | All The Way                                                            | 3          | -          | -          | 27         | 31         | 23         | 12         | 22         | -          | 38         | The Story Goes... 22/08/2005             | 08/08/2005     |
| 2005  | Don't Love You No More (I'm Sorry)                                     | 4          | -          | -          | 30         | 49         | 45         | 35         | -          | -          | 37         | The Story Goes... 22/08/2005             | 31/10/2005     |
| 2006  | Unbelievable                                                           | 18         | -          | -          | -          | 96         | -          | -          | -          | -          | -          | The Story Goes... 22/08/2005             | 06/03/2006     |
| 2007  | This Is The Girl (feat. Kano)                                          | 18         | -          | -          | -          | -          | -          | -          | -          | -          | -          | Trust Me 12/11/2007                      | 27/08/2007     |
| 2007  | Hot Stuff (Let's Dance)                                                | 7          | -          | -          | 19         | 29         | 15         | 18         | 10         | 37         | 37         | Trust Me 12/11/2007                      | 05/11/2007     |
| 2008  | 6 Of 1 Thing                                                           | 39         | -          | -          | -          | -          | -          | -          | -          | -          | -          | Trust Me 12/11/2007                      | 18.02.2008     |
| 2008  | Officialy Yours                                                        | 158        | -          | -          | -          | -          | -          | -          | -          | -          | -          | Trust Me 12/11/2007                      | 23/06/2008     |
| 2008  | Where's Your Love (feat. Tinchy Stryder & Rita Ora)                    | 58         | -          | -          | -          | -          | -          | -          | -          | -          | -          | Greatest Hits 24/11/2008                 | 10/11/2008     |
| 2008  | Insomnia                                                               | 43         | -          | -          | -          | 89         | -          | -          | -          | 81         | -          | Greatest Hits 24/11/2008                 | 17/11/2008     |
| 2008  | Walking Away (Ré-édition) (feat. Monrose / Lynnsha / Alex Ubago / Nek) | -          | -          | -          | -          | -          | -          | -          | -          | -          | -          | Greatest Hits 24/11/2008                 |                |
| 2010  | One More Lie (Standing In The Shadows)                                 | 76         | -          | -          | -          | -          | -          | -          | -          | -          | -          | Signed Sealed Delivered 29/03/2010       | 22/03/2010     |
| 2010  | All Alone Tonight (Stop, Look, Listen)                                 | -          | -          | -          | -          | -          | -          | -          | -          | -          | -          | Signed Sealed Delivered 29/03/2010       | 31/05/2010     |
| 2015  | When The Bassline Drops (feat. Big Narstie)                            | 10         | -          | -          | 61         | 74         | -          | -          | -          | -          | -          | Following My Intuition 30/09/2016        | 27/11/2015     |
| 2016  | Nothing Like This (feat. Blonde)                                       | 15         | -          | -          | 38         | 71         | -          | -          | 93         | -          | -          | Following My Intuition 30/09/2016        | 18/03/2016     |
| 2016  | One More Time                                                          | 30         | -          | -          | 92         | -          | -          | -          | -          | -          | -          | Following My Intuition 30/09/2016        | 21/05/2016     |
| 2016  | Ain't Giving Up (feat. Sigala)                                         | 23         | -          | -          | 57         | -          | -          | -          | -          | -          | -          | Following My Intuition 30/09/2016        | 19/08/2016     |
| 2016  | No Holding Back (feat. Hardwell)                                       | -          | -          | -          | -          | -          | -          | -          | -          | -          | -          | Following My Intuition 30/09/2016        | 19/08/2016     |
| 2016  | Change My Love                                                         | -          | -          | -          | -          | -          | -          | -          | -          | -          | -          | Following My Intuition 30/09/2016        | 27/10/2016     |
| 2017  | Heartline                                                              | 24         | -          | -          | 85         | -          | -          | -          | -          | -          | -          | The Times Is Now 26/01/2018              | 14/09/2017     |
| 2017  | I Know You (feat. Bastille)                                            | 5          | -          | -          | 30         | -          | -          | -          | -          | -          | 92         | The Times Is Now 26/01/2018              | 23/11/2018     |
| 2018  | Magic (feat. Yxng Bane)                                                | -          | -          | -          | -          | -          | -          | -          | -          | -          | -          | The Times Is Now 26/01/2018              | 06/04/2018     |

### Collaborations
| Année | Chanson                        | Artiste                                                | Album                             |
| ----- | ------------------------------ | ------------------------------------------------------ | --------------------------------- |
| 2000  | "No More"                      | Guru (feat. Craig David)                               | Jazzmatazz, Vol. 3 : Streetsoul   |
| 2007  | "Bad Boy"                      | Kano (feat. Craig David)                               | London Town                       |
| 2008  | "Diamond Girl (Remix)"         | Ryan Leslie (feat. Craig David & Mims)                 | Ryan Leslie                       |
| 2008  | "All The Way"                  | Bonnie Pink (feat. Craig David)                        | Greatest Hits (Version Japonaise) |
| 2009  | "Fed Up"                       | Bonnie Pink (feat. Craig David)                        | One                               |
| 2009  | "Everways"                     | Ali Campbell (feat. Craig David)                       | Flying High                       |
| 2009  | "Stuck In The Middle"          | Jay Sean (feat. Craig David)                           | All or Nothing                    |
| 2010  | "Do It On My Own"              | Remady (feat. Craig David)                             | No Superstar                      |
| 2011  | "Just Because You Have A Baby" | Sway (feat. Craig David)                               | -                                 |
| 2011  | "Fly Away"                     | Erick Morillo (feat. Craig David)                      | Subliminal Invasion               |
| 2011  | "Get Drunk Up"                 | Erick Morillo (feat. Craig David)                      | -                                 |
| 2011  | "Freak On The Dancefloor"      | Blackout Mode (feat. Craig David)                      | -                                 |
| 2012  | "Bits N' Pieces"               | Dim Chris & Rosette (feat. Craig David)                | -                                 |
| 2012  | "Sex In The Bathroom"          | Timati (feat. Craig David)                             | Swagg                             |
| 2012  | "Our Love"                     | Stereo Palma (feat. Craig David)                       | -                                 |
| 2012  | "Next To Ya"                   | Ryan Leslie & Krys Ivory (feat. Craig David)           | -                                 |
| 2012  | "Good Times"                   | Calvin Harris (feat. Craig David)                      | -                                 |
| 2012  | "Addicted"                     | Dj Assad, Mohombi & Greg Parys (feat. Craig David)     | -                                 |
| 2014  | See You Again                  | Sigala (feat.Craig David)                              | -                                 |
| 2016  | Who Am I                       | Katy.B & Major Lazer (feat. Craig David)               | Honey                             |
| 2016  | Bang Bang                      | DJ Fresh, Diplo, R.City, Selah Sue (feat. Craig David) | -                                 |
| 2017  | Bridge over Troubled Water     | Artists for Grenfell                                   | -                                 |
| 2018  | Intimate                       | Yungen                                                 | -                                 |
| 2018  | Sober                          | Nile Rodgers & Chic, Stefflon Don                      | It's About Time                   |
| 2018  | No Drama                       | James Hype                                             |                                   |
| 2018  | Sunshine                       | Big Narstie and Star.One                               | BDL Bipolar                       |

### Faces B / Bonus / Titres jamais publiés
| Titre                         | Année | Album / Single                                     | Durée    |
| ----------------------------- | ----- | -------------------------------------------------- | -------- |
| Apartment 543                 | 2000  | Walking Away                                       | 4 min 24 |
| Are You Up For This           | 2008  |                                                    | 3 min 12 |
| Body Talkin (feat. Sebastian) | 2008  |                                                    | 3 min 41 |
| Can You Feel Me               | 2005  | All the Way                                        | 4 min 13 |
| Cold                          | 2014  |                                                    | 3 min 01 |
| Cool With You                 | 2009  |                                                    | 3 min 40 |
| Cocoa Butter                  | 2002  |                                                    | 5 min 20 |
| Dirty Mouth                   | 2010  |                                                    | 3 min 44 |
| Exception To The Rule         | 2005  | Don't Love You No More (I'm Sorry)                 | 4 min 19 |
| Four Times A Lady             | 2002  | What's Your Flava?                                 | 5 min 30 |
| Girls Around The World        | 2006  |                                                    | 1 min 47 |
| Human                         | 2000  | Walking Away                                       | 4 min 05 |
| My First Love                 | 2008  | Sex and the City, Vol. 2 : More Music              | 4 min 17 |
| Nobody Has To Know            | 2002  | What's Your Flava?                                 | 4 min 40 |
| Say The Word                  | 2005  | Slicker Than Your Average                          | 4 min 50 |
| Smoothed Out                  | 2007  |                                                    | 4 min 35 |
| Static                        | 2003  | You Don't Miss Your Water ('Til the Well Runs Dry) | 4 min 52 |

## Récompenses & Nominations
| Années | Récompenses                  | Catégories                                                      | Résultats |
| ------ | ---------------------------- | --------------------------------------------------------------- | --------- |
| 2000   | MOBO Awards                  | Best R&B Act                                                    | Remporté  |
| 2000   | MOBO Awards                  | Best UK Newcomer                                                | Remporté  |
| 2000   | MOBO Awards                  | Best UK Single of the Year : « Fill Me In »                     | Remporté  |
| 2000   | MOBO Awards                  | Best UK Single of the Year : « Woman Trouble »                  | Remporté  |
| 2000   | MOBO Awards                  | Best Video : « 7 Days »                                         | Nommé     |
| 2001   | Brit Awards                  | Best British Album : Born to Do It                              | Nommé     |
| 2001   | Brit Awards                  | Best British Dance Act                                          | Nommé     |
| 2001   | Brit Awards                  | Best British Male Solo Artist                                   | Nommé     |
| 2001   | Brit Awards                  | Best British Newcomer                                           | Nommé     |
| 2001   | Brit Awards                  | Best British Single : « 7 Days »                                | Nommé     |
| 2001   | Brit Awards                  | Best British Video : « 7 Days »                                 | Nommé     |
| 2001   | Ivor Novello Awards          | Best Contemporary Song : « 7 Days »                             | Remporté  |
| 2001   | Ivor Novello Awards          | Best Dance Single Award : « Woman Trouble »                     | Remporté  |
| 2001   | Ivor Novello Awards          | Songwriter Of The Year (shared with Mark Hill)                  | Remporté  |
| 2001   | MOBO Awards                  | Best UK Act                                                     | Remporté  |
| 2001   | MOBO Awards                  | Best R&B Act                                                    | Nommé     |
| 2001   | MOBO Awards                  | Best Album : Born to Do It                                      | Nommé     |
| 2001   | MTV Europe Awards            | Best Male                                                       | Nommé     |
| 2001   | MTV Europe Awards            | Best New Act                                                    | Nommé     |
| 2001   | MTV Europe Awards            | Best R&B Act                                                    | Remporté  |
| 2001   | MTV Europe Awards            | Best UK & Ireland Act                                           | Remporté  |
| 2001   | MTV Video Music Awards       | MTV2 Award : « Fill Me In »                                     | Nommé     |
| 2001   | Radio Music Awards           | Most Requested Song : « Fill Me In »                            | Nommé     |
| 2002   | BET Awards                   | Best R&B Male Artist                                            | Nommé     |
| 2002   | BET Awards                   | Best New Artist                                                 | Nommé     |
| 2002   | Brit Awards                  | Best British Album : Born to Do It                              | Nommé     |
| 2002   | Brit Awards                  | Best British Dance Act                                          | Nommé     |
| 2002   | Brit Awards                  | Best British Male Solo Artist                                   | Nommé     |
| 2002   | Grammy Awards                | Best Male Pop Vocal Performance : « Fill Me In »                | Nommé     |
| 2002   | MTV Video Music Awards       | Best Male Video : « Walking Away »                              | Nommé     |
| 2003   | Brit Awards                  | Best British Male Solo Artist                                   | Nommé     |
| 2003   | Brit Awards                  | Best British Urban Act                                          | Nommé     |
| 2003   | Grammy Awards                | Best Male Pop Vocal Performance : « Fill Me In »                | Nommé     |
| 2003   | MTV Video Music Awards Japan | Best Male Video : « What's Your Flava? »                        | Remporté  |
| 2004   | Goldene Kamera               | Pop International                                               | Remporté  |
| 2006   | Brit Awards                  | Best British Urban Act                                          | Nommé     |
| 2006   | MTV Video Music Awards Japan | Best R&B Video : « All The Way »                                | Nommé     |
| 2010   | Urban Music Awards           | Best Video Of The Year : One More Lie (Standing In The Shadows) | Remporté  |
| 2016   | MOBO Awards                  | Best Song : When The bassline Drops (feat. Big Narstie)         | Nommé     |